# Gai Eli Petus
Gai Eli Petus (en llatí: Gaius Aelius Paetus) va ser un magistrat romà que va viure al segle iii aC. Formava part de la gens Èlia i pertanyia a la família dels Petus.
Va ser cònsol romà l'any 286 aC juntament amb Marc Valeri Màxim Potit. Durant el seu consolat es va viure una certa agitació política i social mentre es va estar discutint les Lleis Hortènsies.